# Yūtarō Kobayashi
Yūtarō Kobayashi (小林祐太郎?, Kobayashi Yūtarō; 21 maggio 1988) è un giocatore di football americano giapponese, che gioca come offensive tackle per i Fujitsu Frontiers.